# Antics xalets de la rambla Recolons, 23-25 (Caldes de Malavella)
L'edifici situat a la Rambla Recolons, 23-25 de Caldes de Malavella (Selva) és un edifici entre mitgeres que forma part de l'Inventari del Patrimoni Arquitectònic de Catalunya. L'edifici situat als números 23 i 25 de la Rambla Recolons és un tot unitari entre mitgeres, però són dos habitatges independents, que havien estat xalets independents.

## Descripció
L'edifici, de planta baixa i pis, està cobert per una teulada a doble vessant, desaiguada a les façanes principal i posterior, a través de canals d'aigua. A la planta baixa, hi ha tres portes d'entrada en arc pla (la del número 23 ha estat modificada i és més petita), emmarcades per una estructura que convina l'arc rebaixat i l'arc deprimit convex. Flanquejant cada un dels costats de les portes, hi ha pilastres estriades.
Al pis, sobre la porta central de la planta baixa, hi ha un balcó amb llosana de pedra i barana de ferro forjat. La llosana es troba a l'altura de la cornissa que marca el pas, a la façana, de la planta baixa al pis. L'obertura que hi dona accés, al balcó, és en arc de llinda. Flanquejant el balcó, i en el mateix eix d'obertura que les obertures de la planta baixa, a dreta i esquerra hi ha dues fienstres en arc de molt rebaixat. Tant les fienstres com el balcó, es troben emmarcades pel mateix emmarcament que els obertures de la planta baixa. Aquest emmarcament està tractat a manera de fals encoixinat de pedra artificial. Flanquejant cada un dels costats de les obetures del pis, hi ha columnes amb els fusts cilíndrics, que reposen sobre bases rectangulars. Aquestes simulen suportar l'entaulament de l'edifici, que amaga el teulat. Aquest està format per una cornissa, que suporta antefixes.